# Hopea scabra
Hopea scabra là một loài thực vật thuộc họ Dipterocarpaceae. Đây là loài đặc hữu của Papua New Guinea.